# 金塔蕾·沙伊特
金塔蕾·沙伊特（1982年11月12日—），娘家姓沃伦格维丘特（Volungevičiūtė），生于考那斯，是一名立陶宛女子帆船运动员。她在童年时经常前往叔父工作的帆船俱乐部，她也在这时开始对帆船感兴趣，并开始接触这项运动。金塔蕾于2007年在中国青岛进行的奥运测试赛当中遇见巴西选手Robert Scheidt，两人于2008年10月结婚。她曾在2016年里约奥运担任立陶宛代表团开幕式旗手。